# 大湯みほ
大湯 みほ（おおゆ みほ、1981年3月20日 - ）は、日本のタレント・お笑いタレント、元アイドル、糠漬けの専門家。
宮城県仙台市出身。以前の所属事務所はアミューズプレステージ、その後ホリプロへ移籍。2009年に解散した女性お笑いコンビ『チェリー☆パイ』の一員で、元相方はかっすん。チェリー☆パイ解散後もホリプロに所属し、2010年3月に、もりまい（森下まい）と『アップルパイン』を結成。2015年3月のアップルパイン解散後はぬか漬けタレント、ぬか漬けマイスターとして多く活動している。
現在コネクトに所属。

## 人物
- 身長163cm、体重48kg、スリーサイズはB82cm(Aカップ)、W61cm、H85cm。
- 趣味はアルバイトのシフトを上手く組むこと、節約（節約料理など）。特技はトランペットと、1年間声が出なくなった経験から学んで得たという手話、漬物作り。漬物は貧乏生活が元で生まれた節約術として、2011年に亡くなった祖母から糠床を受け継ぐ形で本格的に糠漬けに凝るようになり、ぬか漬けマイスターとしての活動を開始[1][2]、これをまとめた糠漬けレシピ本『アップルパイン・みほのカラダいきいき!におわないぬか漬けレシピ』を2014年5月30日に発売した[3]。以後「ぬか漬けタレント」としても活動している。
- 中学生の頃、体育の授業でドッジボールをしていたところボールが胸に当たり、乳首が皮一枚残して取れ、その晩風呂に入ったとき、乳首が取れたということがあり、後に取れた乳首の後から新しい乳首が生えてきたと語っている[4]。その形は前方後円墳みたいだという[5]。
- ステージ上では、客席の方をにらみ付けるように目に力を入れる演技をすることが多い。
- 今までで恥ずかしかった仕事は、全裸の絵の描かれたボディスーツを着せられたこと。
- 学生時代はかなりモテていた。特に高校時代は隣街の男子校から男が群がる始末で登校時には彼女が毎日待つバス停に彼女のファンが殺到していた。「バス停のあの子」とのニックネームまで付けられていたほど[6][7]。
- グラビアアイドルの相澤仁美とプライベートでも仲が良い[8]。相澤はアップルパイン時代の相方のもりまいとも友人であり、アップルパイン結成のきっかけの一つとなった。
- 先輩の小原正子（クワバタオハラ）の店（女芸人バー）でも働いていたことがある[9]。

## 略歴

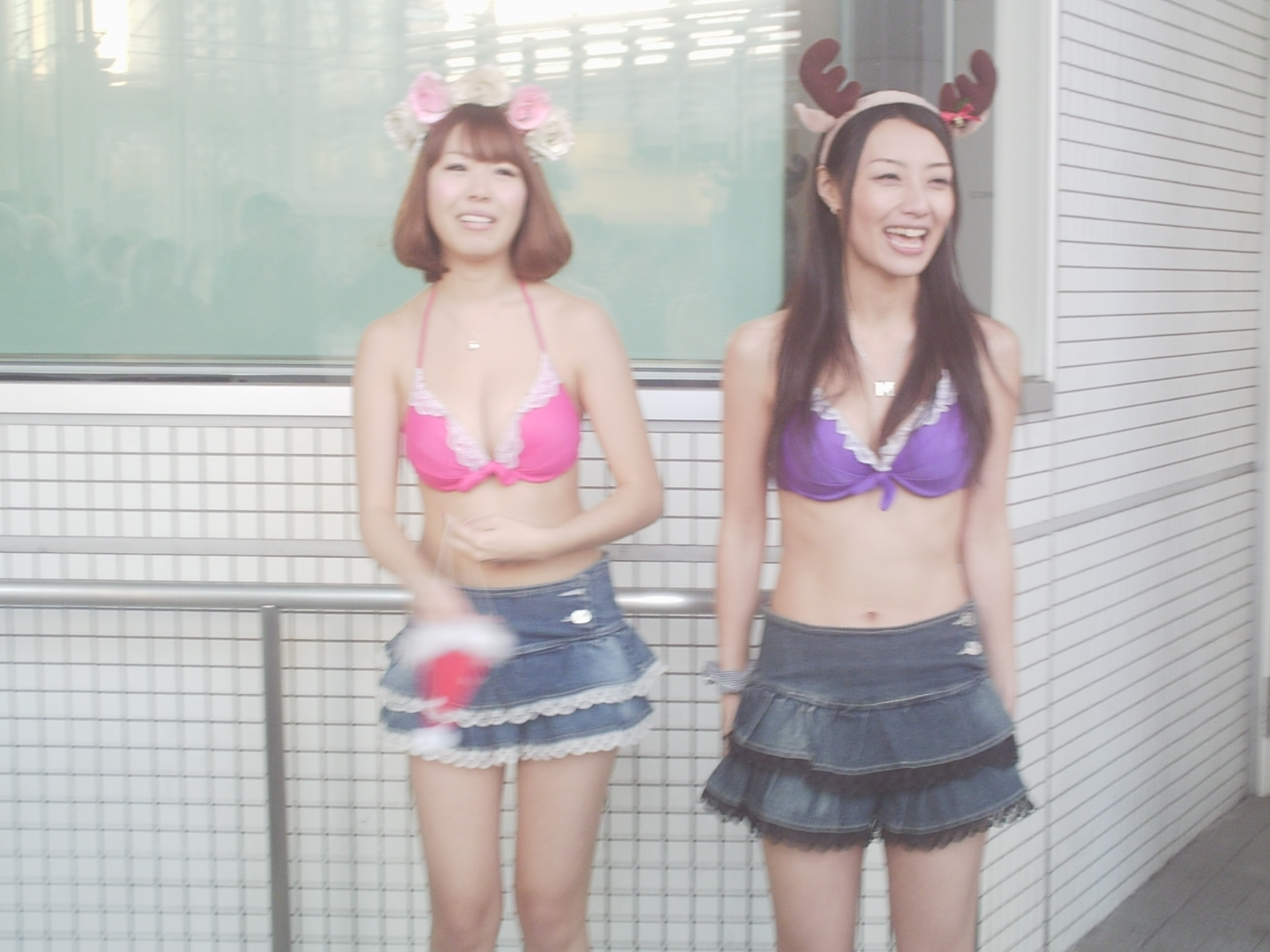
コンビ「チェリー☆パイ」時代の大湯みほ（2009年、右。左はかっすん）

- 家族は5人で、県営住宅育ち。中学生の時に両親が離婚[10]。
- 高校卒業後19歳の時から約1年間、地元・仙台市の日本生命保険で、ニッセイレディとして飛び込み営業などの仕事をしていたことがあり、JR、NECなどが相手の担当だった。しかし一方で「スターになりたい」「100万円貯めたら上京する」という元々からの夢があり、早く100万円を貯めるためにニッセイレディの仕事の後に焼き鳥屋のアルバイトもしていたという[6]。
- 上京後はアイドルとして活動、CMなどに出演。アイドル時代に“大湯美穂”（または大湯みほ）の名前で『本能のハイキック!』（フジテレビ）、『秋葉な連中』（テレビ東京）『衛星中立放送パンドレッタプラス』（MONDO21）にレギュラー出演。その他、東京・秋葉原でコスプレアイドルのようなことをしていたこともある[6]。
- しかし体を壊して一度帰郷、2004年に23歳で再び上京。「年齢的に無理」と言われながらも営業時代を思い出しながら通い続けた結果、「一年だけなら」ということで前事務所のアミューズプレステージに所属することが出来た[6]。
- スターを夢見て上京後すぐ「タレントには輝きが必要だ」「君はダイヤに選ばれたんだ、これを買えばスターになれる」と言われて300万円のダイヤモンドを購入し、そのローン返済に苦しんでいた。しかしみほは騙されたとは思ってないという。そのため東京での一人暮らしは貧乏で、家賃を一年間滞納したほどだった[11]。貧乏タレントとして『銭形金太郎』（テレビ朝日）に出演した時には、このようなエピソードを明かしたことがある。
- お笑いに転向したきっかけは、お笑い芸人と共演した時に笑いを取る楽しさを知り、その道を極めてみようと思ったことからという[12]。一時、女優の篠原ゆき子と二人で『ガス漏れトンビ』というお笑いコンビで活動していたことがある[13]。2006年にオーディションを経てホリプロに入った。
- チェリー☆パイ結成までの約1年間はピン芸人として『ホリプロお笑いジェンヌライブ』などのライブに出演、ボンデージ姿での女王様コントや、一人アーティスティックスイミング、「シャンソン大湯」のキャラクターなどの芸を披露していたことがある。また一時期、同じホリプロ所属の安達しほり（当時は「安達女史」、現「ザ・アンモナイト」メンバー）とコンビを組んでいたこともあった。また、チェリー☆パイ結成の際に水着でネタをすることについて「なんで26歳（2007年当時）で水着なんだ」と思ってこれを一度は拒否したことがある[2]。
- 2009年12月23日、チェリー☆パイ公式ブログにて相方だったかっすんが「家庭の事情、そして一身上の都合」により芸能界を引退、チェリー☆パイを解散することを表明した。
- 2010年からソロ活動の後、もりまい（森下まい）と「アップルパイン」を結成、同年3月30日の「ホリプロお笑いジェンヌライブ」（東京都渋谷区・笹塚ファクトリー）にて、アップルパインとして初舞台[14]。アップルパインは2015年3月末をもって解散[15]。
- ホリプロのお笑いライブ『ホリプロライブNEO』などでは、チェリー☆パイ解散後からアップルパインを結成までの間は「大湯みほ」の名前で出演、婦警キャラの「まんだよしこ」、「妖怪女・イザベラ」（『妖怪人間ベム』の音楽を使ったネタ）など色々なキャラクターに扮しての一人コントなどを演じていた[14]。
- 2010年3月20日付でブログをスタートさせた。ぬか漬けタレント及びぬか漬けマイスターとして、日本全国ワークショップや講演会・食育イベント他、ぬか漬けイベントを主催したりもしている。『あのニュースで得する人損する人』（日本テレビ）で得損ヒーローズとして出演し、これのために「得損ブランド」が自分を挙げてくれたと話している[16]。
- 2021年1月16日に一般男性と入籍。2021年5月23日に第一子の男児を出産[17]。

## 単独出演

### テレビ
- 本能のハイキック!（フジテレビ） - 番組内グループ『本能ガールズ』のメンバーとしてレギュラー出演。
- 秋葉な連中（テレビ東京） - レギュラー出演。
- 衛星中立放送パンドレッタプラス（MONDO21） - 番組内コスプレグループ『The BEAUTIES』のメンバーとしてレギュラー出演。

（上記、いずれもアイドル時代の出演）
- ダブルシックスハンター（テレビ愛知）
- お笑い芸人どっきり王座決定戦スペシャル（フジテレビ）- 2010年5月5日（第3回）、いとうあさこの仕掛け人の一人として出演
- あのニュースで得する人損する人（日本テレビ）- 得損ヒーローズNo.10「漬けみちゃん」として出演
- 有吉大反省会(2019年12月28日 - 、日本テレビ)
- あさイチ(2021年1月13日、NHK総合)リモート出演

### 映画
- 檻 女囚麗華 復讐（2006年）
- 檻 Prison Girl（2006年）
- コンナオトナノオンナノコ（2007年）- チェリー☆パイ結成後の出演

## 著書
- アップルパイン・みほのカラダいきいき!におわないぬか漬けレシピ（SPACE SHOWER BOOKs、2014年5月30日発売）